# Nothoscordum albitractum
Nothoscordum albitractum là một loài thực vật có hoa trong họ Amaryllidaceae. Loài này được Ravenna mô tả khoa học đầu tiên năm 2001.